# Norbergit
Norbergit  är ett nesosilikatmineral med formeln
(Mg,Fe2+)5(SiO4)2(F,OH)2 och ingår i humitgruppen. Den är ett sällsynt mineral som påträffades 1926 för första gången i Östanmossgruvan (järngruva) i Norberg, som det också fått namnet efter.
Norbergit förekommer i kontaktmetamorfa zoner i karbonatbergarter som inträngt av plutoniska bergarter eller pegmatiter som tillför fluoret. Förknippade mineraler är dolomit, kalcit, tremolit, grossular, wollastonit, forsterit, monticellit, kuspidin, fluoborit, ludwigit, fluorit och flogopit.